# Ульяновка (Березовский район)
Ульяновка (укр. Улянівка) — село, относится к Березовскому району Одесской области Украины.
Население по переписи 2001 года составляло 137 человек. Почтовый индекс — 67340. Телефонный код — 4856. Занимает площадь 0,388 км². Код КОАТУУ — 5121285606.

## Местный совет
67340, Одесская обл., Березовский р-н, с. Червоноармейское, ул. Советская, 57
Ряснопольский сельсовет